# طلب تعليقات
 طلب تعليقات (بالإنجليزية: Request For Comments RFC)‏ هي نوع من الوثائق أو المنشورات التي تصدرها مجموعة مهندسي شبكة الإنترنت (IETF) وجمعية الإنترنت، وهما الهيئتان الأساسيتان لتطوير ووضع المعايير الخاصّة بشبكة الإنترنت .
تصاغ وثيقة طلب التعليقات على يد مُهندسين وعلماء مختصين في مجال الحاسوب على شكل مذكرة تصف الطرق أو السلوك أو الأبحاث أو الاختراعات التطبيقيّة التي يمكن أن تعمل في شبكة الإنترنت أو في الأنظمة المتصلة معها. تُطرح هذه الوثائق إمّا بعد استعراضها من قبل النقاد، أو بهدف شرح مفاهيم ومعلومات جديدة، كما طرحت بعد الوثائق على شكل دعابة  أو لأغراض ترتبط بالعاملين عليها. تتبنّى مجموعة مهندسي شبكة الإنترنت بعض هذه الوثائق لتصبح معايير لشبكة الإنترنت.
اقتُرحت هذه الوثائق من قبل ستيف كروكر (Steve Crocker) في العام 1969م، وذلك للمساعدة في تسجيل المُلاحظات غير الرسميّة على تطوّر شبكة الأربانت. ولكن منذ ذلك الوقت تحوّلت هذه الوثائق إلى مستندات رسمية لمُحددات شبكة الإنترنت وبروتوكولات الإتصالات والأحداث المرتبطة بذلك.

## نبذة تاريخيّة

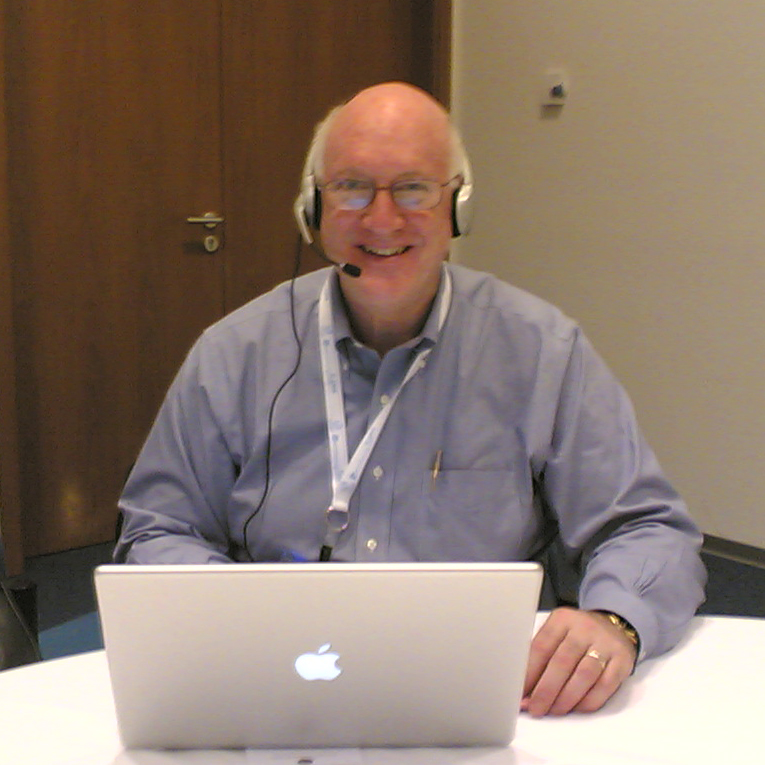

ظهرت فكرة وثائق طلب التعليقات في العام 1969م كجزء من مشروع شبكة الأربانت. أمّا اليوم فهي المنصة الرسمية لمجموعة مهندسي الإنترنت (IETF)، ولمجلس هندسة الانترنت (IAB)، وللعديد من المجتمعات العالميّة المُهتمة بأبحاث الشبكات بشكل عام. كان كُتّاب الوثائق الأولى ومعدّوها باحثون في وكالة مشاريع الأبحاث المتقدمة (ARPA)، وعلى عكس الوثائق الحديثة، فقد أُعدت تلك الوثائق بناء على طلب مسبق، وحصلت على هذا الاسم لتجنب اسمٍ يحمل نبرة الإعلان والتصريح وأيضاً لتشجيع النقاش. تترك وثائق طلب التعليقات عدداً من الاسئلة للنقاش المفتوح، وقد كانت تكتب بصيغة سهلة وأقل رسميّة من الصياعة الحالية المعتمدة في مستندات شبكة الإنترنت.

## نظرة عامة
ليست كل وثائق طلب التعليقات وثائقاً معياريّة، لكن فقط تلك التي توسم بوسم المسار المعياري (بالإنجليزية: standards-track)‏ هي كذلك. هناك وسوم أخرى مثل أفضل التطبيقات العملية حالياً (بالإنجليزية: Best current practice اختصاراً BCP)‏ والوثائق التجريبية والتاريخية وغير ذلك. يجب الانتباه إلى أن ووجود وثيقة طلب تعليقات لا يعني أنه معيار مُتفق عليه من قبل مجموعة مهندسي شبكة الإنترنت، ومن الممكن أن تكون وثيقة طلب تعليقات محل خلاف وعدم اتفاق.

## أمثلة
- أسكي ASCII، مُعرّف بـ RFC 20
- بروتوكول بيانات المستخدم UDP مُعرّف بـ RFC 768
- بروتوكول الإنترنت (الإصدار الرابع) IPv4 مُعرّف بـ RFC 791
- نظام أسماء النطاقات DNS مُعرّف بـ RFC 1034 وRFC 1035

## وصلات خارجيّة
- صفحة محرر وثائق طلب التعليقات
- صفحة وثائق طلب التعليقات في موقع مجموهة مُهندسي الإنترنت